# Informatika a fogyasztói egészségért
Az Informatika a fogyasztói egészségért (angolul: ICH-Informatics for Consumer Health) egy amerikai kormányzati kezdeményezés, amelyet a Nemzeti Rák Intézet koordinál (NCI- National Cancer Institute) a Nemzeti Egészségügyi Intézetekben (NIH). Az ICH az egészségügyi információk, a technológia és az egészségügyi ellátás összehangolására összpontosít, amely felhatalmazza a szolgáltatókat az ellátás kezelésére, így növelik annak az esélyét, hogy a fogyasztók tisztaban legyenek saját egészségükkel. Az ICH online kezdeményezés különböző ágazatok - kereskedelmi informatika, kormányzat, egészségügy, oktatás, kutatás és érdekképviselet - érdekelt feleit bevonta az információtechnológia és az egészségügy áthidalására szolgáló ötletek és erőforrások cseréjére azzal a céllal, hogy javítsák az összes fogyasztó magatartási támogatását.

## Háttér
Az egészségügyhöz való hozzáállás megváltoztatása kulcsfontosságú az egészségügyi eredmények javításához. A kutatások azt mutatják, hogy az alapvető megelőző viselkedés változásai - a dohányzás abbahagyása, a jobb étkezés és testmozgás, valamint a rutin szűrések - a rokkantság, szívbetegség és cukorbetegség okozta rokkantság és halálesetek lehetséges csökkenéséhez vezethetnek. A hatékony fogyasztói egészségügyi információs technológiai (egészségügyi informatikai) alkalmazások nagy ígérettel bírnak a viselkedésváltozás ösztönzésére és támogatására. A magatartás és a népesség egészségének bizonyítékainak hátterében az „informatika a fogyasztói egészségért” két eseményre terjedt ki, amelyek 2009-ben merültek fel. Az első esemény 2009 elején történt, amikor az Egyesült Államokban működő Nemzeti Kutatási Tanács jelentést tett közzé. „Számítástechnika a hatékony egészségügyi ellátáshoz: azonnali lépések és jövőbeli irányok” címmel. Ez a jelentés arra a következtetésre jutott, hogy az egészségügyi információs technológia jelenlegi bevezetésének sok része elválasztotta az elsődleges céljait: a valós fogyasztók egészségének biztosítása a valós környezetben. A második eseményre 2009 márciusában került sor, amikor az Egyesült Államok Kongresszusa elfogadta a 2009. évi amerikai fellendülésről és újrabefektetésről szóló törvényt (ARRA). A törvény XIII. Címe, amelyet más néven a gazdasági és klinikai egészségre vonatkozó információs technológiáról (HITECH) számoltak el, felhatalmazás az egészségügyi és emberi szolgáltatások minisztériumára ösztönzők nyújtására. [14] [15] A „értelmes felhasználást”, nem pedig a technológiai értelemben vett „felhasználást”, a betegek és családjaik eredményei alapján kellett értékelni. Három évig az informaticsforconsumehealth.org platform az összegyűjtött helyeként szolgált a csúcstalálkozó érdekelt felei számára, akik az ágazatok széles körét képviselik, hogy megosszák egymással az információs technológiát és az egészségügyi ellátást áthidaló erőforrásokat, és javítsák az összes fogyasztó magatartási támogatását. Hírek, források és finanszírozási lehetőségek megosztásával az ICH közösség elősegítette az információk terjesztését az együttműködés megkönnyítése érdekében a köz-, magán- és kutatóközösségek között a fogyasztók egészségének javítása érdekében.

## Az ICH platform célja
1. Tudásközpontként szolgál a magas színvonalú, bizonyítékokon alapuló fogyasztói és klinikai egészségügyi informatikai termékek fejlesztéséhez. 2. Interaktív portál létrehozása, ahol az érdekelt felek kommunikálhatnak és naprakészek lehetnek az egészségügyi IT kutatási innovációkkal, valamint az együttműködés és a partnerség lehetőségeivel kapcsolatban. 3. A kulcsfontosságú érdekelt felektől való tanulás az elérhető forrásokról, projektekről, lehetőségekről és partnerségekről a fogyasztói és klinikai egészségügyi informatika területén az ICH platformon történő terjesztés céljából. 4. Fórum biztosítása az informatika körüli beszélgetéshez és együttműködéshez a fogyasztói egészség szempontjából.
2013-ban az ICH platformot nyugdíjba küldték, és az összes eredeti tartalmat most archiválják a Nemzeti Rák Intézet Egészségügyi Kommunikációs és Informatikai Kutatóága (HCIRB) webhelyén. A viselkedési és közegészségügyi informatika tudományának és gyakorlatának fejlődésével az ICH platformon gyakran összesített és az ICH platformon közzétett tevékenységek és kezdeményezések továbbra is prioritást élveznek az állami és a magánszektor számára.

## Támogatók
- Egészségügyi Kutatási és Minőségi Ügynökség (AHRQ-Agency for Healthcare Research and Quality)
- Betegségek Ellenőrzési és Megelőzési Központjai (CDC-Centers for Disease Control and Prevention)
- Nemzeti Rák Intézet (NCI)
- Nemzeti Szabványügyi és Technológiai Intézet (National Institute of Standards and Technology -NIST)
- Országos Orvostudományi Könyvtár(National Library of Medicine -NLM)
- Nemzeti Tudományos Alapítvány (National Science Foundation-NSF)
- Az Egészségügyi Információs Technológia Országos Koordinátorának Irodája (Office of the National Coordinator for Health Information Technology -ONC)

## Fordítás
Ez a szócikk részben vagy egészben  az   Informatics for Consumer Health című angol Wikipédia-szócikk ezen változatának fordításán alapul.  Az eredeti cikk szerkesztőit annak laptörténete sorolja fel. Ez a jelzés csupán a megfogalmazás eredetét és a szerzői jogokat jelzi, nem szolgál a cikkben szereplő információk forrásmegjelöléseként.